# Philorhizus
Philorhizus is een geslacht van kevers uit de familie van de loopkevers (Carabidae). De wetenschappelijke naam van het geslacht is voor het eerst geldig gepubliceerd in 1838 door Hope.

## Soorten
Het geslacht Philorhizus omvat de volgende soorten:
- Philorhizus adoxus (Andrewes, 1923)
- Philorhizus alpinus Maschnigg, 1934
- Philorhizus alticola Basilewsky, 1948
- Philorhizus atlanticus Mateu, 1957
- Philorhizus atriceps (Leconte, 1880)
- Philorhizus attenuatus (Wollaston, 1867)
- Philorhizus berberus Antoine, 1963
- Philorhizus brandmayri Sciaky, 1991
- Philorhizus bravoorum Mateu, 1957
- Philorhizus conicipennis Fauvel, 1905
- Philorhizus crucifer (Lucas, 1846)
- Philorhizus dacicus Sciaky, 1991
- Philorhizus deceptor (Peringuey, 1896)
- Philorhizus delottoi Basilewsky, 1950
- Philorhizus elliptipennis Wollaston, 1864
- Philorhizus ferranius Mateu, 1956
- Philorhizus figuratus (Chaudoir, 1876)
- Philorhizus franzi Machado, 1992
- Philorhizus fumatus Mateu, 1961
- Philorhizus gentilis (Chaudoir, 1876)
- Philorhizus incertus (Wollaston, 1864)
- Philorhizus insignis Lucas, 1846
- Philorhizus kenyacus Mateu, 1984
- Philorhizus kilimanus Mateu, 1984
- Philorhizus kirgisicus Komarov & Kabak, 1995
- Philorhizus koenigi Reitter, 1887
- Philorhizus lindbergi Mateu, 1956
- Philorhizus lompei Wrase, 2005
- Philorhizus longicollis Wollaston, 1865
- Philorhizus luguricus Sciaky, 1991
- Philorhizus luvubuanus Basilewsky, 1951
- Philorhizus marggii Wrase & Assmann, 2008
- Philorhizus mateui Machado, 1992
- Philorhizus melanocephalus (Dejean, 1825)
- Philorhizus mendizabali Mateu & Colas, 1954
- Philorhizus michailovi Komarov & Kabak, 1995
- Philorhizus nonfriedi Reitter, 1898
- Philorhizus notatus Stephens, 1827
- Philorhizus oculatus (Kuntzen, 1919)
- Philorhizus optimus (Bates, 1873)
- Philorhizus parvicollis Wollaston, 1865
- Philorhizus paulo Wrase, 1995
- Philorhizus quadrisignatus Dejean, 1825
- Philorhizus sigma (P.Rossi, 1790)
- Philorhizus tianshanicus Komarov & Kabak, 1995
- Philorhizus tinauti Anichtchenko, 2005
- Philorhizus trapezicollis (Chaudoir, 1878)
- Philorhizus tuberculipes (Landin, 1955)
- Philorhizus umbratus (Wollaston, 1865)
- Philorhizus vectensis (Rye, 1873)
- Philorhizus vieirai Mateu, 1957
- Philorhizus wollastoni (Fauvel, 1905)